# Донго, Дональд
Дональд Кресус Донго (фр. Donald Cresus Dongo; род. 10 апреля 2003, Sikensi) — ивуарийский футболист, полузащитник клуба «Кяпаз».

## Карьера

### «Днепр-Могилёв»
Выступал футболист в  клубе «Нгуен’Азуку». В марте 2024 года футболист на правах свободного агента перешёл в могилёвский «Днепр», подписав контракт до конца первого круга белорусского чемпионата. Дебютировал за клуб футболист 29 марта 2024 года в матче против дзержинского «Арсенала», выйдя на поле в стартовом составе. Дебютным забитым голом за клуб футболист отличился 18 мая 2024 года в матче против новополоцкого «Нафтана». По окончании первого круга белорусского чемпионата футболист продлил контракт с могилёвским клубом до конца сезона. На протяжении сезона футболист выступал за клуб в роли одного из ключевых игроков, отличившись 4 голами и 6 результативными передачами. По итогу сезона футболист вместе с клубом завершил чемпионат на итоговом предпоследнем месте, вылетев в Первую лигу. В ноябре 2024 года появилась информация о том, что футболист покинет могилёвский клуб, перейдя в другой клуб Высшей лиги.

### БАТЭ
В декабре 2024 года футболист на правах свободного агента присоединился к борисовскому БАТЭ, подписав контракт до конца сезона. Спустя пару дней, после объявления о переходе футболиста в БАТЭ, могилёвский «Днепр» официально сообщил об расставании с африканским легионером, упрекнув борисовский клуб в неточной информации, из-за ещё действующего контракта на тот момент. Дебютировал за клуб футболист 12 апреля 2025 года в матче против «Гомеля», выйдя на замену на 70 минуте. Первым результативным действием за клуб футболист отличился 10 мая 2025 года в матче против брестского «Динамо», отдав голевую передачу. В конце мая 2025 года агент футболиста сказал, что тот недоволен своим положением в клубе, зачастую начиная матчи со скамейки запасных. В июле 2025 года футболист покинул борисовский клуб, расторгнув контракт по соглашению сторон. Всего за клуб футболист за первую половину сезона отличился 2 голевыми передачами.

### «Капяз»
В августе 2025 года на правах свободного агента присоединился к азербайджанскому клубу «Кяпаз», подписав однолетний контракт. Дебютировал за клуб 17 августа 2025 года в матче против клуба «Сумгаит», выйдя на замену в начале второго тайма.